# Asemdoyong
Asemdoyong is een bestuurslaag in het regentschap Pemalang van de provincie Midden-Java, Indonesië. Asemdoyong telt 13.818 inwoners (volkstelling 2010).